# 九鬼隆晁
九鬼 隆晁（くき たかあき）は、江戸時代中期の丹波国綾部藩の世嗣。

## 略歴
上総国飯野藩主・保科正富の三男。幼名は安三郎。
安永7年（1778年）、綾部藩5代藩主・九鬼隆貞の養子となり徳川家治に拝謁する。しかし、翌安永8年（1779年）に18歳で早世した。
代わって、老中・田沼意次の七男である隆棋が養子に迎えられ、嫡子となった。